# شيريل كامبل
شيريل كامبل (بالإنجليزية: Cheryl Campbell)‏ هي ممثلة بريطانية، ولدت في 22 مايو 1949 في المملكة المتحدة.

## أعمال

### أفلام
- (1981) عربات النار[5]
- (2010) تامارا درو[6][7]

## وصلات خارجية
- شيريل كامبل على موقع IMDb (الإنجليزية)
- شيريل كامبل على موقع قاعدة بيانات الفيلم (الإنجليزية)